# 根本葉瑠乃
根本 葉瑠乃（ねもと はるの、1995年4月18日 - ）は、愛知県出身の女子バスケットボール選手である。ポジションはSG。バスケットボール女子日本リーグの三菱電機コアラーズ所属。

## 来歴
静岡市立長田西小学校でバスケットボールを始める。常葉学園中・高校に進学し、全国中学校体育大会でベスト8、高校ではインターハイ、国体・ウィンターカップ出場し、ウィンターカップではベスト8。
卒業後、三菱電機コアラーズに入団。
2018年、女子日本代表候補に選出される。8月の三井不動産カップで代表デビューした。

## 経歴
- 常葉学園高 - 三菱電機（2014年〜）

## 日本代表歴
- 2018 ワールドカップ9位
- 2019 東京五輪アジア・オセアニア地区プレ予選大会[4]
- 2021 FIBAアジアカップ優勝